# Довлетджанов, Бердимурат
Бердымурат Давлетджанов (1 января 1921 — 19 ноября 1998) — старший сержант Рабоче-крестьянской Красной Армии, участник Великой Отечественной войны, Герой Советского Союза (1944), Герой Туркменистана.

## Биография
Бердимурат Довлетджанов родился 1 января 1921 года в ауле Мульксыгмоз (ныне — аул имени Чкалова Марыйского этрапа Марыйского велаята Туркменистана) в семье крестьянина. Окончил семь классов школы, работал учётчиком тракторной бригады в колхозе. В ноябре 1941 года Довлетджанов был призван на службу в Рабоче-крестьянскую Красную Армию. С июня 1943 года — на фронтах Великой Отечественной войны. К сентябрю 1943 года гвардии красноармеец Бердимурат Довлетджанов был сабельником 62-го гвардейского кавалерийского полка 16-й гвардейской кавалерийской дивизии 7-го гвардейского кавалерийского корпуса 61-й армии Центрального фронта. Отличился во время битвы за Днепр.
28 сентября 1943 года Довлетджанов одним из первых в своём подразделении переправился через Днепр в районе деревни Нивки Брагинского района Гомельской области Белорусской ССР. В бою на подступах к деревне Усохи он лично уничтожил вражеский миномёт, благодаря чему эскадрон смог продолжить наступление.
Указом Президиума Верховного Совета СССР «О присвоении звания Героя Советского Союза генералам, офицерскому, сержантскому и рядовому составу Красной Армии» от 15 января 1944 года за «образцовое выполнение боевых заданий командования на фронте борьбы с немецкими захватчиками и проявленными при этом отвагу и геройство» гвардии красноармеец Бердимурат Довлетджанов был удостоен высокого звания Героя Советского Союза с вручением ордена Ленина и медали «Золотая Звезда» за номером 3041.
После окончания войны Довлетджанов в звании старшего сержанта был демобилизован. Вернулся на родину, окончил партшколу при ЦК КП Туркменской ССР. Проживал в городе Мары, работал управляющим марыйской базы «Туркменлёгторг». Умер в ноябре 1998 года, похоронен в родном ауле.
Депутат Верховного Совета Туркменской ССР. Герой Туркменистана. Был также награждён орденами Октябрьской Революции, Отечественной войны 1-й степени, Трудового Красного Знамени, рядом медалей.